# Alpen-Wiesenraute
Die Alpen-Wiesenraute (Thalictrum alpinum) ist eine Pflanzenart aus der Gattung der Wiesenrauten (Thalictrum) innerhalb der Familie der Hahnenfußgewächse (Ranunculaceae).

## Beschreibung

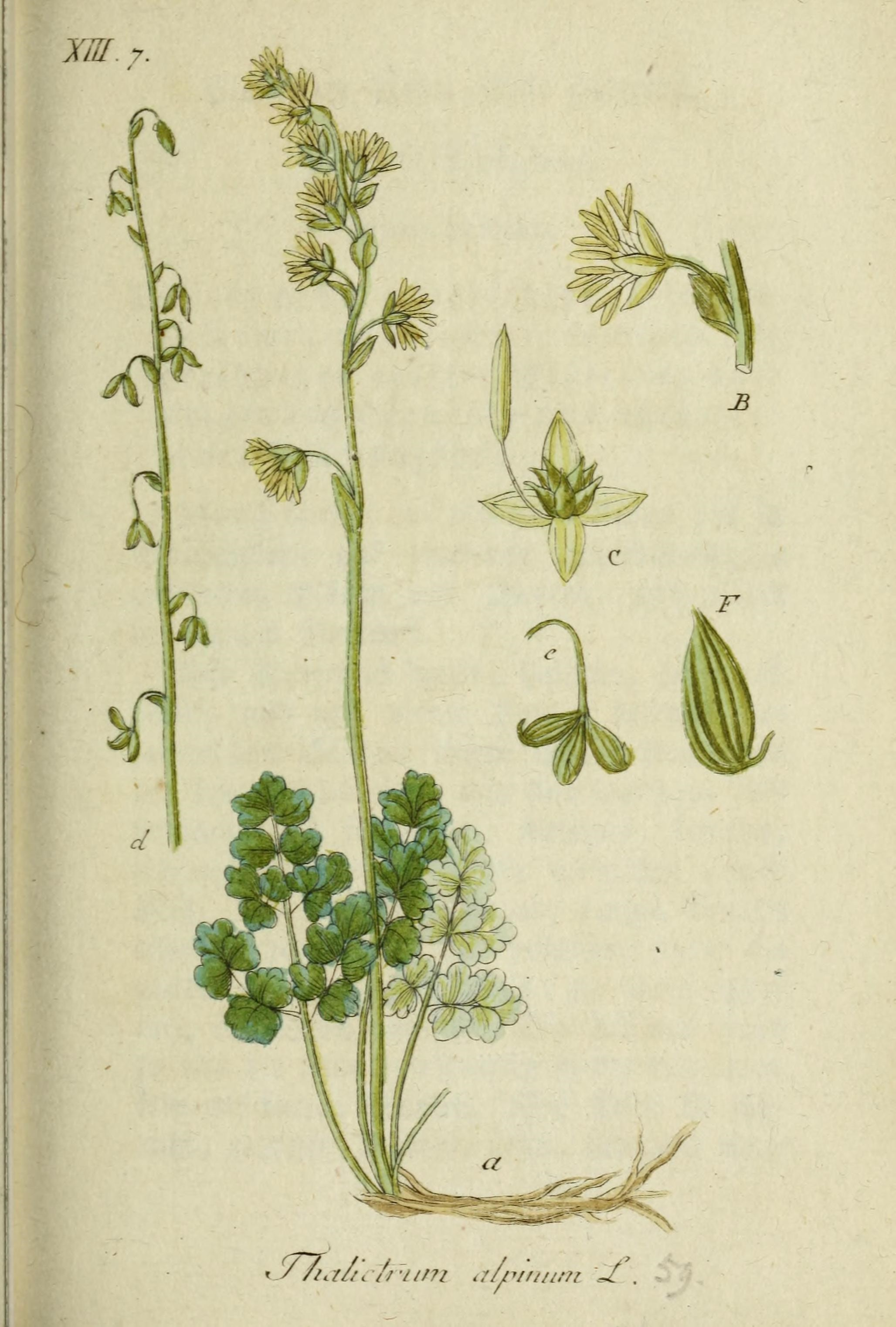
Illustration aus Deutschlands Flora in Abbildungen nach der Natur

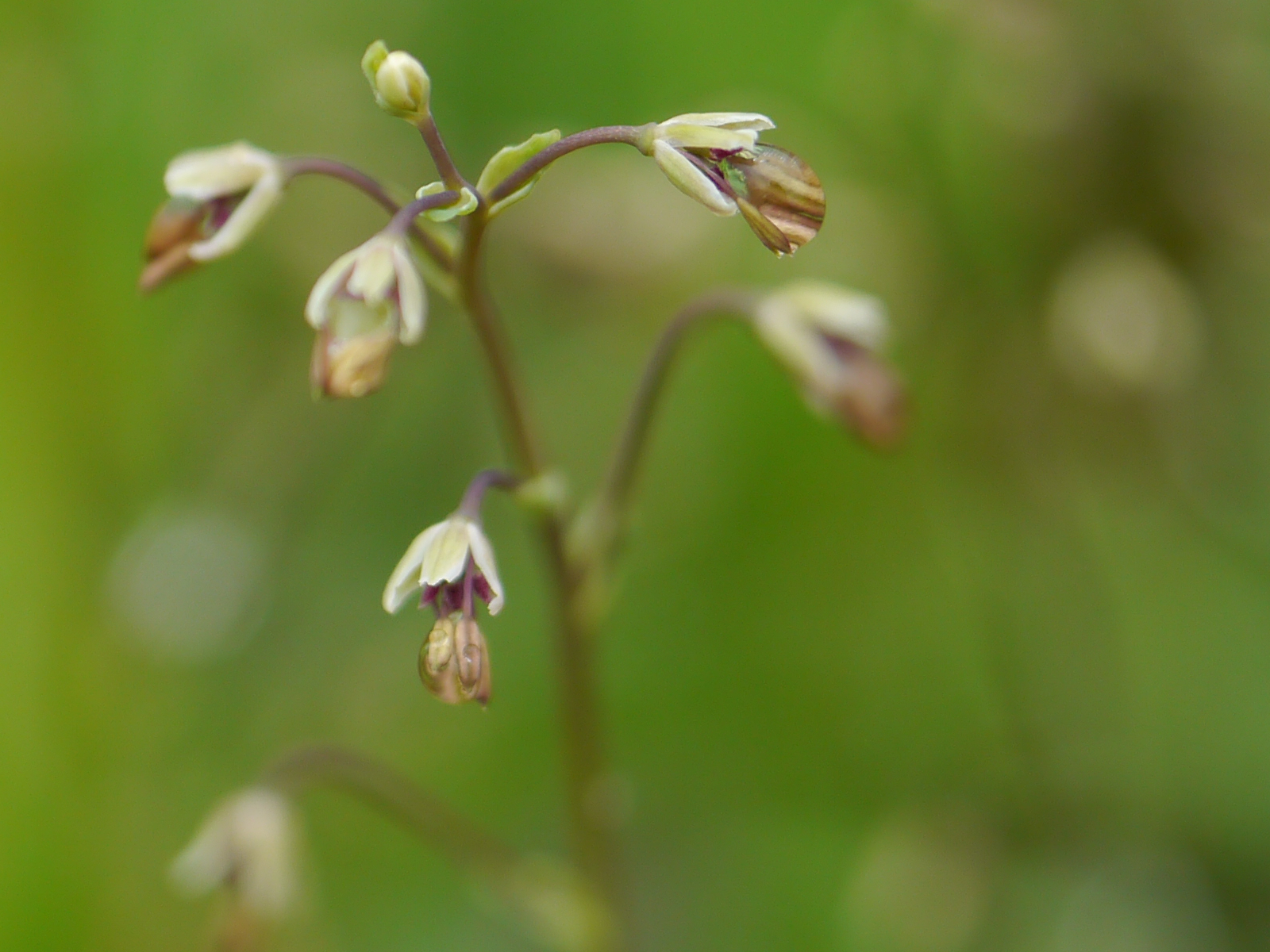
Blütenstand

### Vegetative Merkmale
Die Alpen-Wiesenraute ist eine ausdauernde krautige Pflanze, die Wuchshöhen von 3 bis 15 Zentimetern erreicht. Die oberirdischen Pflanzenteile sind kahl.
Meist stehen alle gestielten Laubblätter in einer grundständigen Rosette, selten ist auch ein Stängelblatt vorhanden. Die Blattspreite ist einfach bis zweifach gefiedert. Die kleinen Teilblättchen sind bei einer Länge von 2 bis 4 Millimetern rundlich, grob gezähnt bis tief geteilt und oberseits dunkelgrün sowie unterseits heller.

### Generative Merkmale
Alpen-Wiesenraute ist protogyn, also vorweiblich.
Die Blütezeit reicht von Juni bis Juli. Die zuletzt nickenden, gestielten Blüten stehen in einem endständigen traubigen Blütenstand zusammen. Die zwittrigen Blüten sind radiärsymmetrisch. Die Blütenhülle ist einfach und besteht aus vier bis fünf weißlich-purpurnen Blütenhüllblättern, die Kronblätter fehlen. Die früh abfallenden Kelch- bzw. Perigonblätter sind höchstens 2,5 Millimeter lang und wie die Staubfäden rötlich. Es viele lange Staubblätter mit großen, länglichen und bespitzten Antheren vorhanden. Die oberständigen, kurzen und freien Stempel sind kurz gestielt. Die kleinen, leicht rippigen und kurz geschnäbelten Früchte sind sitzend oder undeutlich gestielt.
Die Chromosomenzahl beträgt 2n = 14.

## Vorkommen
Die Alpen-Wiesenraute gedeiht in den subarktischen und -alpinen Gebieten der Nordhalbkugel. Ihr Verbreitungsgebiet reicht nördlich bis Grönland und südlich bis Vietnam. In Afrika und in Deutschland fehlt diese Art. In der Schweiz wächst sie in Krummseggenrasen des Verbands Caricion curvulae.
Die ökologischen Zeigerwerte nach Landolt & al. 2010 sind in der Schweiz: Feuchtezahl F = 3w+ (mäßig feucht aber stark wechselnd), Lichtzahl L = 4 (hell), Reaktionszahl R = 3 (schwach sauer bis neutral), Temperaturzahl T = 1+ (unter-alpin, supra-subalpin und ober-subalpin), Nährstoffzahl N = 2 (nährstoffarm), Kontinentalitätszahl K = 3 (subozeanisch bis subkontinental).

## Taxonomie
Die Erstveröffentlichung von Thalictrum alpinum erfolgte 1753 durch Carl von Linné in Species Plantarum, Seite 545.